# Chemin de fer de la vallée de l'Ouche
Le Chemin de Fer de Vallée de l'Ouche (C.F.V.O.) est une association loi de 1901. Elle a été créée en 1978 pour exploiter une ancienne partie de la ligne du chemin de fer d'Épinac, une des plus anciennes voies ferrées de France. Elle fait actuellement circuler d'anciennes machines vapeur et diesel sur cette ligne.
La ligne, d’environ 7 km de long, relie Bligny-sur-Ouche à Pont-d'Ouche avec une voie étroite présentant un écartement des rails de 0,600 m. Elle a reçu en 2010 le trophée du tourisme familial.

## Historique de l'association[3]
Le CFVO reprend  7 km des emprises de l'ancien chemin de fer d'Épinac, construit de 1829 à 1835, qui allait d'Épinac au canal de Bourgogne. Il utilise la partie de l'ancienne ligne Épinac à Pont d'Ouche située entre la gare de Bligny-sur-Ouche et une halte installée peu avant Pont d’Ouche au passage à niveau de la départementale 33. Mais ces 7 kilomètres ont été reconstruits par étapes.
L'idée est née en 1968. Un groupe d'amateurs voulait faire revivre une partie des anciens chemin de fer départementaux de la Côte d'Or. Le premier projet était situé dans le vignoble et comportait le seul tunnel de l’ancien réseau. Devant les difficultés rencontrées l’idée fut abandonnée et l’on se tourna vers la Vallée de l’Ouche où naissait un vaste projet d’aménagement touristique.
Le projet prévoyait un parcours d’environ douze kilomètres empruntés par cinquante mille voyageurs an.
En réalité, un kilomètre et demi de ligne seulement fut construit à grands frais et le projet s’arrêta sans avoir vu rouler le moindre train.
En 1977, un autre groupe reprit l’idée et décida d'une exploitation commerciale sous le nom de SOBOFER, doublée d'une association (Association des Amis collectionneurs de matériel voie étroite).
La ligne est officiellement inaugurée le 16 juillet 1978, en présence de Jean-Philippe Lecat et Henri Vincenot entre autres.
Après quelques années l'exploitation cessa, le dernier exploitant en date quitta Bligny en emportant le matériel roulant et ouvrit un nouveau train touristique entre Dijon et Velars-sur-Ouche, sur la même ancienne ligne PLM. Ce réseau, le Petit Train de la Côte d'Or, est aujourd'hui fermé.
Le contrat liant la SOBOFER avec la commune fut résilié le 21 novembre 1985. Le même jour, une association est créée pour reprendre à sa charge l'exploitation à partir du  1er janvier 1986. Initialement nommée l'ARVO (Association du rail de la vallée de l'Ouche), l'association changea d'appellation au cours de l’assemblée générale du 8 mars 2003 pour CFVO (Chemin de fer de la vallée de l'Ouche).

## Matériel roulant
Les listes suivantes ne sont pas exhaustives et devront être complétées ou actualisées au fil du temps (dernière actualisation en janvier 2024) :

### Locomotives à vapeur
| Matricule                    | Constructeur et date                                                  | État actuel                                   | Origine et informations techniques | Photo |
| ---------------------------- | --------------------------------------------------------------------- | --------------------------------------------- | --- | ----- |
| 030T no 1609                 | Decauville, 1916                                                      | Hors service                                  | - Livrée pour le Ministère de la Guerre « Direction des Forges », puis acquise en 1925 par la sucrerie de Maizy. Revendue en 1964 à la sablière de Guignicourt, et numérotée 4. Préservée ensuite par Jean-Bernard Mervaux à Noisy-sur-École. En mars 2001, la collection est mise à la vente aux enchères, et la locomotive est acquise par un particulier. - Donné fin 2022 par son propriétaire à la FACS. Confiée sous convention au CFVO. - 5,2 m, 8 t (10,5 t en ordre de marche), vitesse maximum : 20 km/h (60 ch). - Timbre chaudière : 12 kg/cm². - Capacité de la soute à charbon : 000 kg. - Capacité de la soute à eau : 0 000 L (0,0 m3). - Distribution : Walschaerts à tiroirs plans. |       |
| 030T no 1586 dite "Burgonde" | Société anonyme des usines métallurgiques du Hainaut (Belgique), 1910 | Opérationnelle                                | - Elle a été utilisée à la sucrerie de Maizy, dans l'Aisne. Elle a ensuite été réquisitionnée durant la première guerre mondiale pour acheminer des hommes et des munitions au front. Elle a servi durant la bataille du chemin des dames. - 4,49 m, 8 t (10,35 t en ordre de marche), vitesse maximum : 20 km/h (60 ch). - Timbre chaudière : 12 kg/cm². - Capacité de la soute à charbon : 000 kg. - Capacité de la soute à eau : 0 000 L (0,0 m3). - Distribution : Walschaerts à tiroirs plans. - Classé MH (2004). |       |
| 130T no 3932                 | La Meuse (Belgique), 1938                                             | Opérationnelle                                | - Elle est livrée neuve à la sucrerie de Bucy-le-long. En 1950, elle est rachetée par la sucrerie de Maizy où elle assure jusqu'en 1964 la traction des trains de betteraves. Elle est ensuite préservée par des amateurs, d'abord au train touristique de Meyzieu, puis à Pithiviers dans le Loiret avant d'arriver à Bligny-sur-Ouche en 2005. - 4,49 m, 13 t (16 t en ordre de marche), vitesse maximum : 00 km/h (150 ch). - Timbre chaudière : 12 kg/cm². - Capacité de la soute à charbon : 000 kg. - Capacité de la soute à eau : 0 000 L (0,0 m3). |       |
| 020 no 6034                  | Decauville, 1947                                                      | Hors service (en cours de révision complète). | - C'est une des dernières locomotive sortie des ateliers Decauville. Elle a été construite avec des pièces initialement prévues pour la construction de machines de l'armée allemande durant l'occupation. Elle portait le numéro 1 au CFVO, a été construite sous licence Henschel puis vendue par Decauville aux Ateliers et Forges de la Loire (620 mm) à Firminy. Elle a fait toute cette forge et a fini en générateur de vapeur fixe. Cette utilisation prolongée, lui a permis d'éviter un ferraillage. Elle a ensuite été récupérée par deux des fondateurs de l'association CFVO; puis stockée à Gray pour modifier l'écartement des roues, passage de 620 mm à 60 cm. De retour à l'association, elle s'est vue : - Ajouter un tender, construit sur un châssis de locotracteur Simplex. - Supprimer ses caisses à eau d'origine. - Modifier son abri (cabine). Son carrossage actuel est inspiré des locomotives coloniales allemandes. - 4,49 m, 8 t (10,5 t en ordre de marche), vitesse maximum : 00 km/h (000 ch). - Timbre chaudière : 12 kg/cm². - Capacité de la soute à charbon : 000 kg. - Capacité de la soute à eau : 0 000 L (0,0 m3). |       |

### Locomotives diesel
| Modele  | Numéro de série | Marque           | Histoire avant le CFVO                                                                   | Origine   | Année | Arrivé au CFVO | Photo                       |
| ------- | --------------- | ---------------- | ---------------------------------------------------------------------------------------- | --------- | ----- | -------------- | --------------------------- |
| ZL 110  | 10 175          | Arnold Jung (de) | Locotracteur créé par l'armée allemande.                                                 | Allemande | 1955  | 1982           |                             |
|         | 56 191          | LLD-Deutz        | Utilisé dans une carrière de gypse en région parisienne.                                 | Française | 1955  | 1978           |                             |
| DH120   |                 | Poldi (cs)       | Utilisé dans une carrière en République Tchèque. À l'origine, il était en voie de 65 cm. | Tchèque   | 1985  | Mars 2009      | Poldi en train de voyageurs |
| 101T022 |                 | Simplex (en)     | Utilisé dans une mine de charbon surface) au Royaume-Uni.                                | Anglaise  | 1985  |                |                             |
| 1518PS  |                 | Gmeinder (de)    | Reconditionné par Comesa puis utilisé à la tuilerie de Commenailles.                     | Allemande |       | Mai 2020       |                             |

### Voitures à voyageurs
- Baladeuse : Deux baladeuses sur les quatre sont équipées pour recevoir les handicapés en fauteuil roulant. Elles sont construites sur des bogies Feldfbahn, en 1986.
- Semi-fermé (34 places) : Deux voitures semi-ouvertes construites en 2007, sur des bogies de wagons forestiers hongrois.
- Voiture couverte (Couplage Pechot) : Deux voitures couvertes construites sur des châssis Pechot, en 1995 par les bénévoles de l'association.
- Baignoire : Mise en service en 2020, elle a été construite sur un châssis Pershing datant de 1917.

### Wagons de marchandises
- Plateforme Pechot.
- Wagon class D Clayton.
- Betteravier Decauville.
- Pershing.

## Cinéma
Le site du CFVO a accueilli à diverses reprises des équipes de tournage pour la réalisation de films. On peut notamment citer "Le Mur, un retard en pierre", film de Roland Pellarin retraçant la création du Monument international de la Réformation; mais aussi le film Le Manuscrit du Dôme, film avec Laëtitia Milot sur l'histoire du Puy de Dôme.